# Gewehr 88

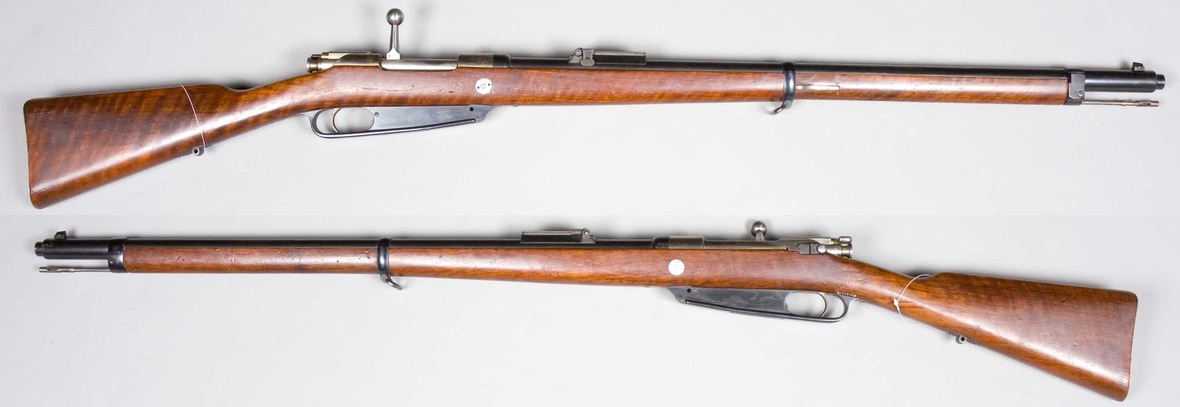
2 Gew. 88 de la collection du Musée de l'armée suédoise.

Le fusil à répétition Gewehr 1888 fut adopté en remplacement du Mauser 71/84. Il fut remplacé en 1898 par le Mauser Gewehr 98. C'est le premier fusil à tirer la cartouche 7,92 mm Mauser.

## Mécanique
Construit en bois et en acier forgé, le Gewehr 88 fonctionne grâce à un verrou rotatif et un magasin fixe externe solidaire du pontet. Son canon présente un manchon et quatre rayures à droite. Le guidon est à lame non protégé et la hausse est réglable.

## Variantes
- Fusil G88 : réservé à l'infanterie, au génie et à l'artillerie. L'extrémité du canon est dégagée du fût. Le levier d'armement est droit. Il reçoit une baïonnette
- Carabine 1888 : utilisée par la Cavalerie. Le fût long court jusqu'au bout du canon raccourci. Le levier d'armement est coudé. Elle ne reçoit aucune baïonnette.
- Mousqueton 1888 : distribué à l'artillerie hippomobile. L'extrémité du canon raccourci est dégagée du fût. Le levier d'armement est coudé. Il reçoit une baïonnette.
- Fusil G91 : attribué aux artilleurs. Le fût long court jusqu'au bout du canon raccourci. Le levier d'armement est coudé. Il ne reçoit aucune baïonnette mais un quillon à boule. Ses dimensions et masse sont celles de la carabine.

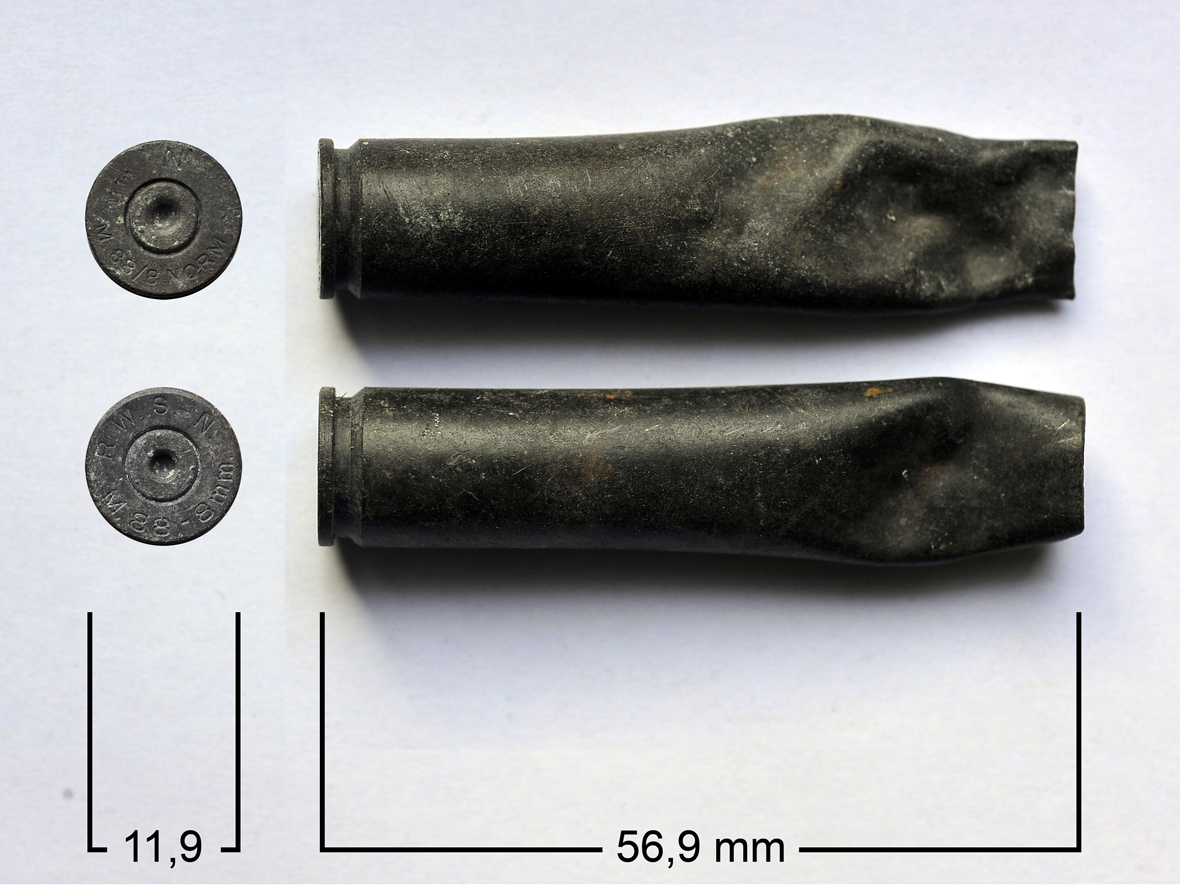
Cartouches M88

## Production et diffusion
Il fut produit par les Arsenaux impériaux allemands. La commande étrangère étant importante, l'industrie privée assura une partie de la production à travers les entreprises C. G. Haenel, VC Schilling  et L. Loewe. De même, la firme autrichienne  Österreich Waffenfabrik Gesellchaft en fabriqua pour l'exportation. Ainsi plus de 1 500 000 fusils et carabines 1888 équipèrent les soldats allemands, autrichiens, chinois, éthiopiens, roumains, turcs et yougoslaves. Ils connurent le feu durant la Grande Guerre puis de la Seconde Guerre mondiale
De très nombreuses modifications ont été faites sur l'arme : la cartouche de 8 57 a mis à rude épreuve les canons.
Le système Mannlicher a été abandonné au profit du système Mauser : le boîtier a été fraisé pour introduire les clips et comme la cartouche est devenue plus longue (abandon de l'ogive cylindro-ogivale au profit d'une spitzer), fraisage à l'avant du boîtier.
Les canons ont été soit réalésés soit changés car pas assez résistants (éclatements).
Les armes portent divers marquages (S, NM) pour montrer que les modifications ont eu lieu.
La version turque a été modifiée au cours des années 1930 avec l'adoption d'une crosse à poignée pistolet, un garde-main bois et une hausse différente..
L'arme a eu une réputation de faible solidité alors qu'elle a été régulièrement utilisée à de nombreux exemplaires dans diverses armées du monde : quelques éclatements de canon ont en effet eu lieu. Une polémique assez violente semble s'être développée à la fin du XIXe siècle autour du fabricant Lowe, accusé sur des bases racistes de fabriquer des armes peu solides... produite à plus de 1 500 000 exemplaires par plusieurs fabricants différents.

## Fiches numériques

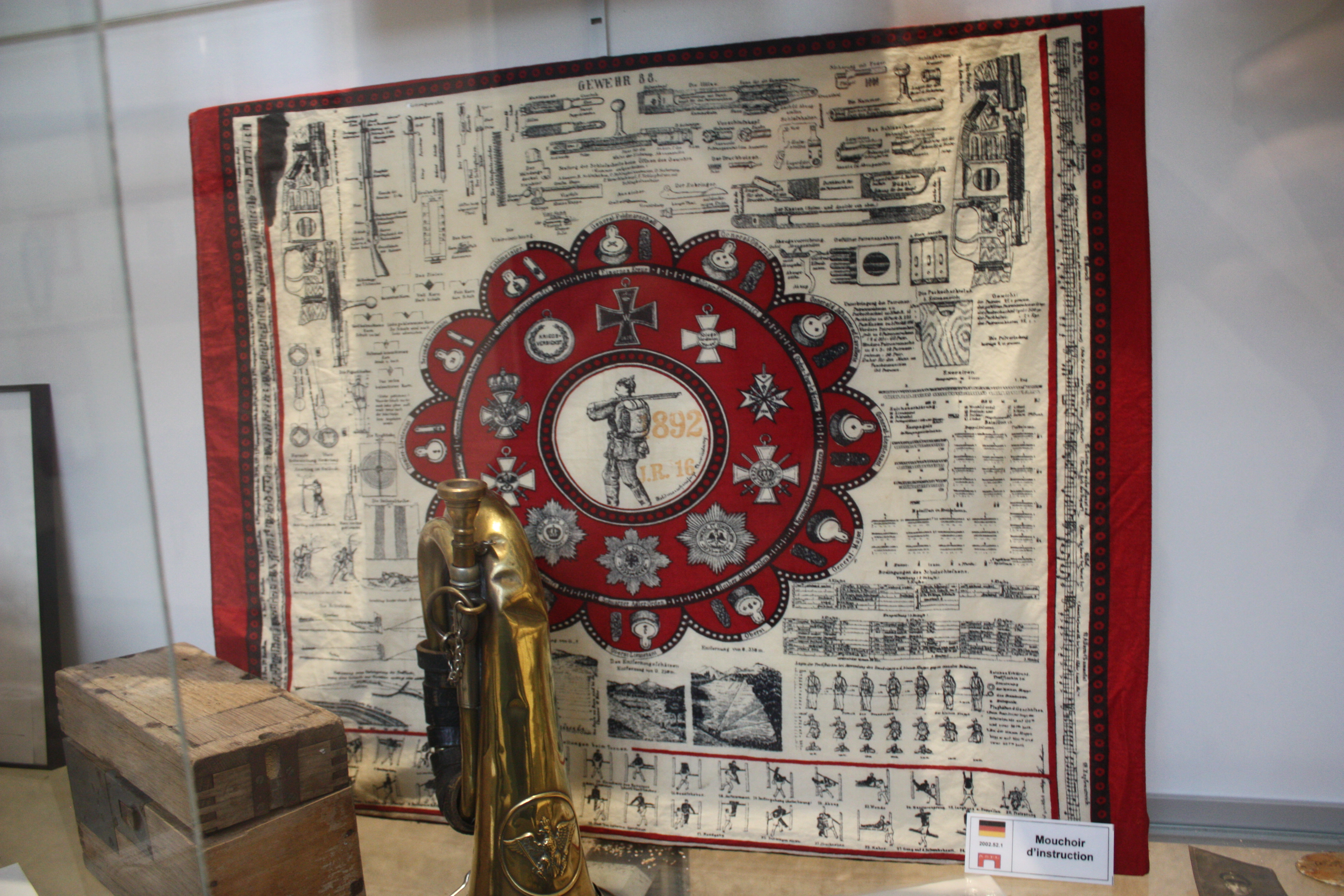
Mouchoir d'instructions.

### Fusil G88
- Longueur: 1,24 m
- Masse à vide: 3,95 kg
- Canon: 74 cm
- Magasin: 5 cartouches
- Munition: 7,92 x 57 mm Mauser

### Carabine Kar88
- Longueur: 0,95 m
- Masse à vide: 3,19 kg
- Canon: 45 cm
- Magasin: 5 cartouches
- Munition: 7,92 x 57 mm Mauser

### Mousqueton 88
- Longueur: 0,95 m
- Masse à vide: 3 kg
- Canon: 45 cm
- Magasin: 5 cartouches
- Munition: 7,92 x 57 mm Mauser

## Sources
- Luc Guillou, Mauser : fusils et carabines militaires, 2 tomes, Éditions du Portail, 1997 et 2004
- Jean Huon, Le Mauser 98 et ses dérivés, Crépin Leblond, 2003
- Jean Huon, Les Armes allemandes (1870-1945), Cépadues, 1993